# Díszes légivadász
A díszes légivadász (Coenagrion ornatum) a szitakötők rendjének légivadászok családjába tartozó, Magyarországon védett, Natura 2000 jelölő faj.

## Megjelenése
Kisméretű szitakötőfaj. A hím potroha kék, fekete U alakú mintázattal.

## Elterjedése
A díszes légivadász populációja nyugat- és közép-európai élőhelyein erősen csökkenő tendenciát mutat, Kelet- és Délkelet-Európában valószínűleg szélesebben elterjedt. Többek közt előfordul Magyarország, Románia, Szlovákia, Bulgária, Németország, Lengyelország, Franciaország, Szlovénia, Csehország, Ausztria, Horvátország Natura 2000 területein.
Olaszországban és Svájcban regionálisan kihalt.

## Életmódja
Jellemzően lassú kisvízfolyásokban élő faj. Az imágó május eleje-közepe táján jelenik meg és a vízfolyástól nagyobb távolságra ritkán távolodva el júliusig repül.

## Veszélyeztetettsége
Magyarországon 1993 óta védett, természetvédelmi értéke 10 000 Ft.
Veszélyeztető tényezők: töredezett élőhely, intenzív mezőgazdaság céljából történő lecsapolás, kisvízfolyások szabályozása, mederkotrás és növényzet eltávolítás, szennyezés.

## Szinonimák
- Coenagrion vanbrinkae (Lohmann, 1993)